# Lacinularia elongata
Lacinularia elongata is een raderdiertjessoort uit de familie Flosculariidae. De wetenschappelijke naam van deze soort is voor het eerst geldig gepubliceerd in 1896 door Shephard.